# Страшинский, Леонард Вильгельмович

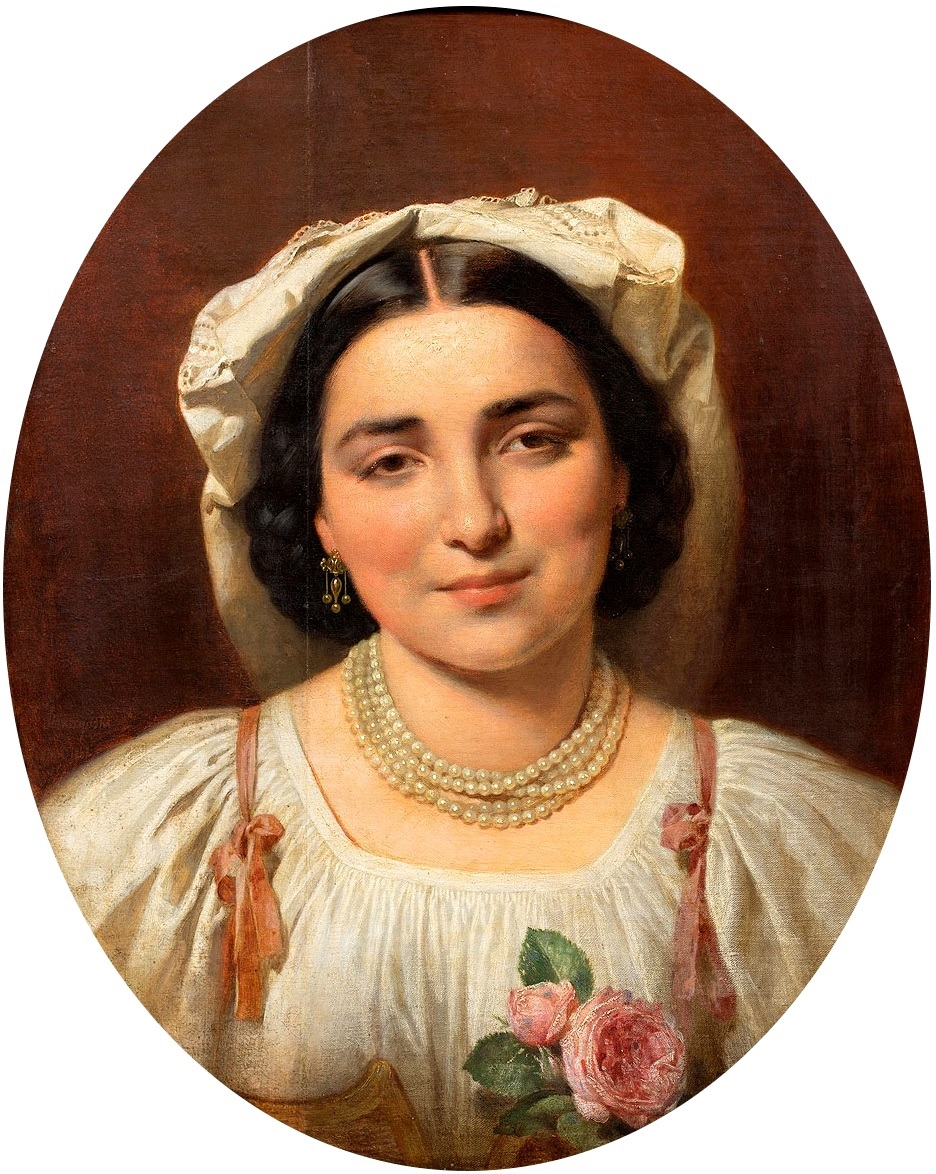
Портрет молодой римлянки, 1864

Леонард Вильгельмович (Осипович) Страшинский (1827–1879) — исторический живописец, академик Императорской Академии художеств.

## Биография
С ранних лет полюбив рисование, Страшинский по окончании курса Киевской гимназии поступил вольноприходящим учеником в Императорскую академию художеств, где обучался живописи под руководством профессора А. Т. Маркова. Во время обучения в Академии получил малую серебряную медаль (1850) за «Изображение короля Лира», золотую медаль имени Виже-Лебрен «за экспрессию» (1854) в картине «Смерть Риччио». Академический курс окончил (1855) с большой золотою медалью за картину: «Валленштейн, герцог Фридландский, истреблявший протестантов и уничтоживший мелких феодальных владетелей, вступает победителем в полуразрушенный замок одного из владетелей протестантских, с своими солдатами» и званием классного художника. Был отправлен на казённый счет за границу (1856) на шесть лет для усовершенствования в живописи, как пенсионер Академии художеств. Признан академиком (1862) за картину «Убиение епископа Льежского». Жил в Петербурге.
В музее Академии художеств были выставлены картины Страшинского: «Кардинал Мазарини» и «Кардинал Ришельё».